# Wojna persko-turecka (1722–1727)
Wojna persko-turecka 1722-1727 – jeden z serii konfliktów zbrojnych pomiędzy imperium osmańskim oraz Persją.

## Przyczyna
Turcja skorzystała z tego, że Mahmud Chan, król Afganistanu z dynastii Hotaki podbił wschodnią Persję.

## Przebieg
W latach 1723 - 27 zajęła Gruzję, Azerbejdżan, Kurdystan i Chuzestan. Zrobiła to niemal bez walk, ponieważ Afgańczycy byli zajęci pacyfikowaniem opornych Irańczyków. 

## Skutki
Ashraf Khan, ostatni z tej dynastii panujący w Iranie zawarł z Turcją pokój w 1727 roku i uznał się jej lennikiem. Traktat ten został obalony trzy lata później przez wodza szacha Tahmasp II, Nadira Szaha Afszara.